# Зевгитана
Зевгитана (Zeugitana regio) е сред 7-те антични области в Магреб, наричани паги.
Зевгитана заема северната част на римската провинция Африка.
Това е районът по поречието на античната река Баграда/Баградас (в северен Тунис). В Зевгитана се намират античните финикийски градове Картаген, Утика и Бизерта.
Зевгитана е част от Диоцез Африка.